# Above Rocks
Above Rocks è un comune della Giamaica, situato nella parrocchia di Saint Catherine.